# Владимир Ерохин
Владимир Ерохин (на руски: Владимир Ерохин) е съветски футболист.
Майстор на спорта на СССР (1959 г.). Юноша на Електрик Москва. Играе за Динамо Мукачево, Динамо Киев и Авангард Тернопол. Получава повиквателна за националния отбор на СССР за Световната купа през 1958 г., но не играе.

## Отличия

### Отборни
Динамо Киев
- Съветска Висша лига: 1961